# ヘリカル境界条件
数学においてヘリカル境界条件（ヘリカルきょうかいじょうけん、英: Helical boundary condition）とは、周期的境界条件を変化させたものである。ヘリカル境界条件は、各格子に単一の添え字が充てられている時に、一格子の近傍の添え字を決定する方法を提供する。格子サイトが 1 から N まで番号付けられ、長さ（すなわち、行毎の元の数）が L で次元 d の格子に対し、サイト i の近傍は次で与えられる：
- {\displaystyle (i\pm 1)\mod N}
- {\displaystyle (i\pm L)\mod N}
- {\displaystyle \ldots }
- {\displaystyle (i\pm L^{d-1})\mod N}

N = Ld である必要はない。ヘリカル境界条件により、任意の次元の格子を表現する上で唯一つの座標のみを使うことが可能となる。